# Пам'ятки Хмільницького району
У Хмільницькому районі Вінницької області під охороною держави знаходиться  1 пам'ятка архітектури і містобудування, що має національне значення.
| Пор. № | Найменування пам'ятки | Датування | Місцезнаходження | Охоронний номер | Дата та № рішення взяття на облік                     |
| ------ | --------------------- | --------- | ---------------- | --------------- | ----------------------------------------------------- |
| 528    | Вознесенська церква   | 1777 р.   | с.Уланів         | 996             | Постанова Ради Міністрів УРСР від 06.09.1979 р. № 442 |

## Джерело
- Пам'ятки Вінницької області